# Ben 10: Alien Force (jeu vidéo)
Ben 10: Alien Force est un jeu vidéo basé sur la série animée de télévision du même nom. Le jeu est sorti en Amérique du Nord le 28 octobre 2008 et un peu plus tard au Royaume-Uni. Le jeu est sorti en France en octobre 2009.

## Système de jeu
Le joueur incarne Ben, Gwen et Kevin, ainsi que cinq des dix nouvelles formes extra-terrestres de Ben (Régénérator, Super Jet, Enormosaure, Glacial et Arachno-Singe). Echo Echo, Mégachrome et Transformo sont aussi jouables sur la version Nintendo DS en tant que formes déblocables.

## Accueil
- IGN : 4/10 (Wii/PS2/PSP))[1] - 5,8/10 (NDS)[2]
- Jeuxvideo.com : 8/20 (Wii/PS2/PSP)[3] - 8/20 (NDS)[4]